# Paksa wayu
Paksa wayu (em tailandês:  ปักษาวายุ) é um filme tailandês lançado em 2004. Ele é considerado o primeiro monstro gigante Kaiju é criado pelo filme da Tailândia por fãs do gênero.

## Sinopse
Em 2005, Bangkok começa a segunda fase da construção de seu sistema de metrô da cidade. Mas eles acidentalmente descobrem algo mais. Eles despertaram um animal antigo que hiberna durante mais de dez mil anos. O exército tem de usar as tropas para bloquear o canteiro de obras do metrô, a fim de deter o monstro. Os soldados especiais são enviados para lutar com o monstro. Mesmo com o seu equipamento militar oi-tech, eles ainda são incapazes de parar o monstro. O monstro mitológico, um Garuda, escapa do túnel, e começa a aterrorizar a cidade de Bangkok.

## Elenco
- Sornram Theppitak como Tan
- Sara Legge como Leena
- Dan Fraser como Tim
- Chalad Na Songkhla como Krai
- Yanee Tramoth como Wichai
- Phairote Sangwaribut como Chefe